# Черантха де Сілва
Черантха де Сілва (12 липня 1996) — шрі-ланкійський плавець.
Переможець Азійських ігор 2016 року.